# Sant Julià de Boada

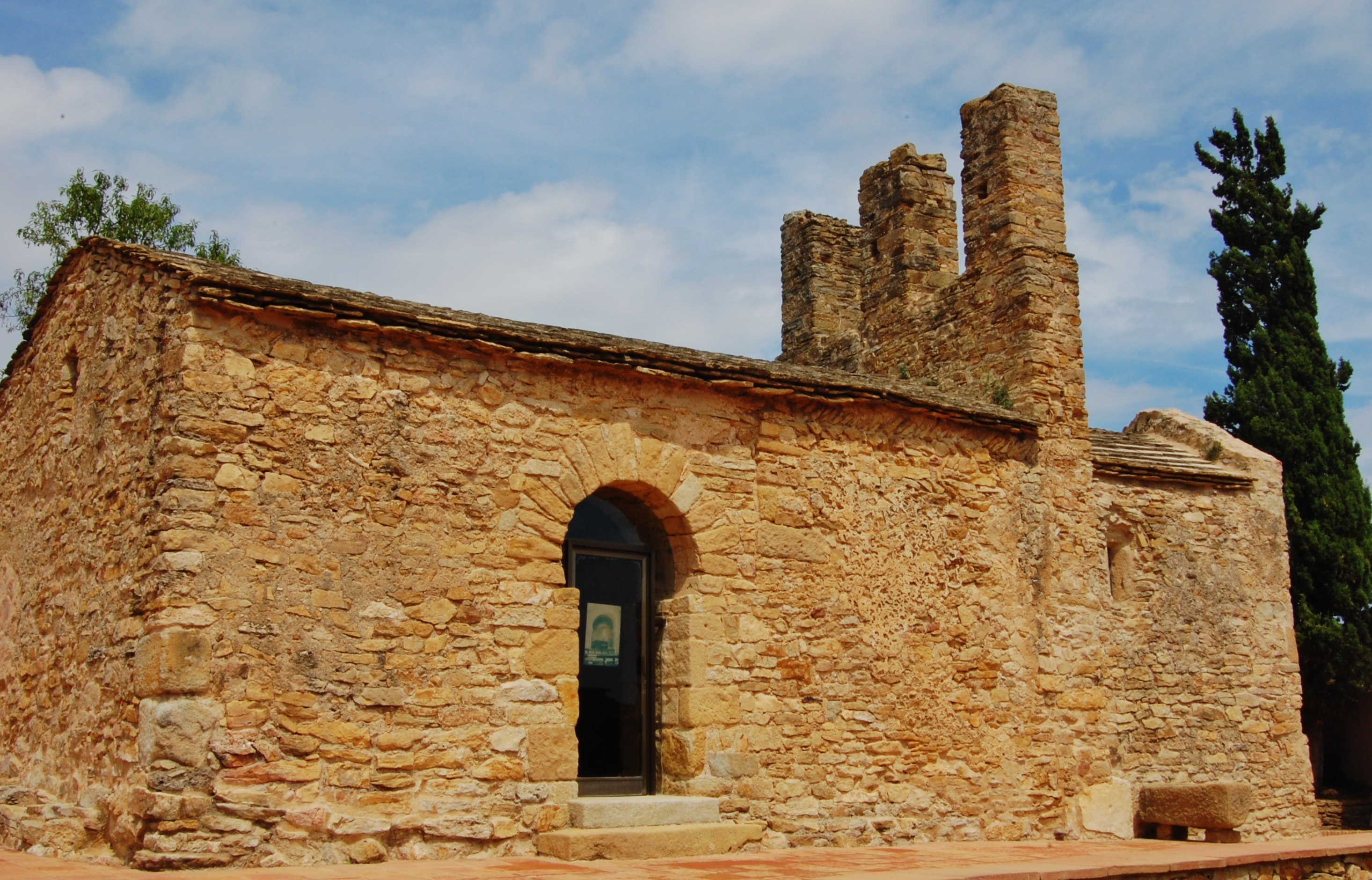
Kirche Sant Julià de Boada

Die Kirche Sant Julià de Boada ist einer der ältesten Bauten der mozarabischen Architektur in Katalonien.

## Lage
Die Kirche Sant Julià de Boada befindet sich im etwa 30 Einwohner zählenden Dorf gleichen Namens in der Gemeinde (municipi) von Palau-sator in der Provinz Girona in der Autonomen Region Katalonien. Sie liegt in einer Höhe von etwa 30 Metern ü. d. M. Die nächstgelegene größere Stadt, Girona, befindet sich etwa 38 Kilometer (Fahrtstrecke) westlich.

## Geschichte
Urkundlich ist die Existenz der Kirche seit dem Jahr 934 belegt. Eine weitere Urkunde aus dem Jahr 1362 nennt Ort und Kirche Sant Joan de Buadela. Im 18. Jahrhundert wird der Bau als ruinös beschrieben; er diente zeitweise als Stall und als Lagerraum (bodega).

## Architektur

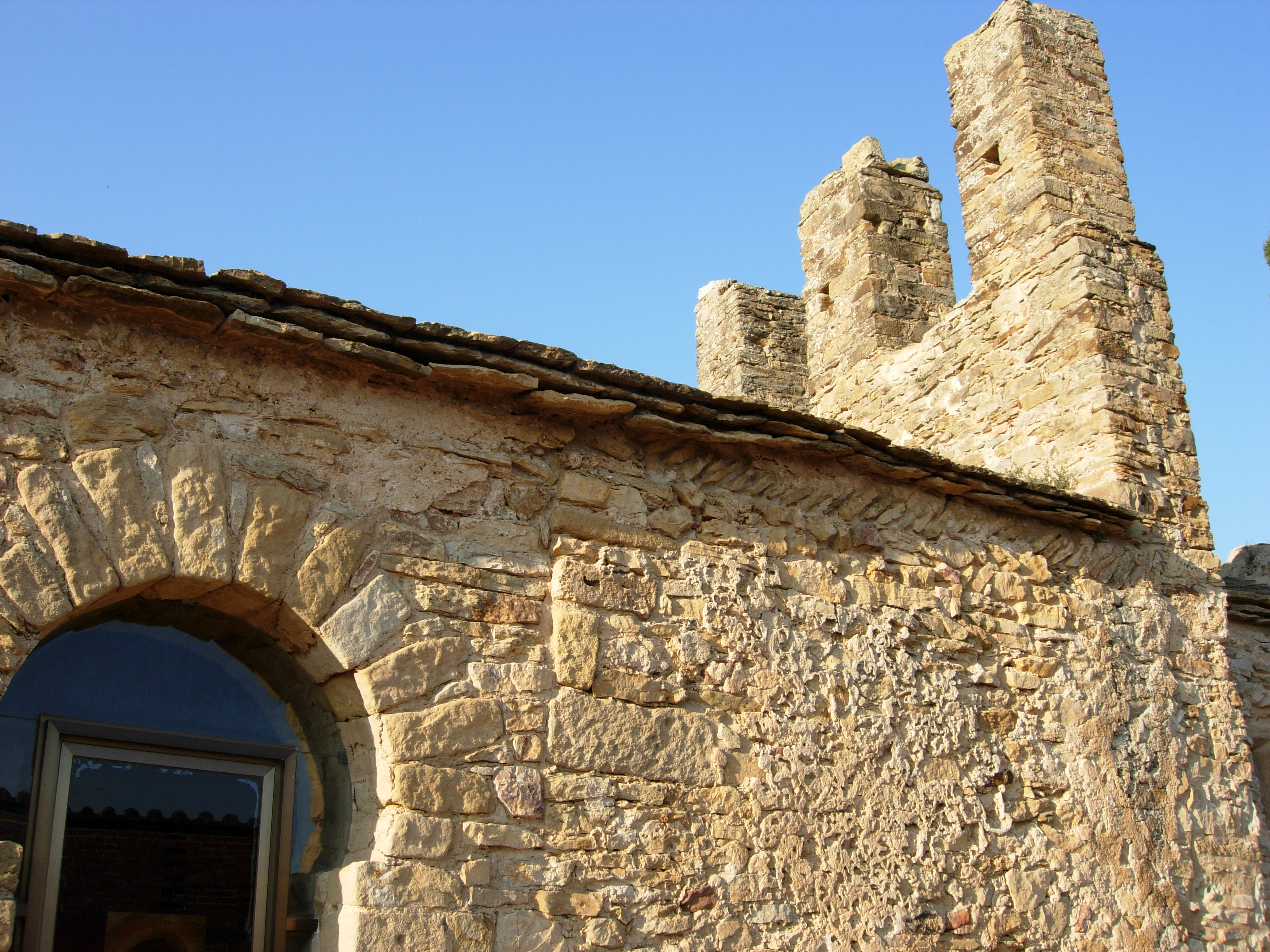
Südseite

### Außenbau
Der leicht abgewinkelte und aus einem nahezu fensterlosen Langhaus, einer Art Vierungsbereich sowie einer trapezförmigen Apsis mit einem dazwischen geschalteten Ziergiebel (vielleicht ein ehemaliger Glockengiebel?) bestehende ländliche Bau ist – mit Ausnahme des nachträglich eingefügten Portals – aus unbehauenen Natursteinen konstruiert. Gliederungselemente wie Lisenen und Gesimse fehlen und auch die in der Katalanischen Architektur nach dem Jahr 1000 so beliebten Rundbogenfriese sind nicht vorhanden. Unterhalb der südlichen Dachtraufe sind einige Steine allerdings in einer Art Fischgrätmuster verlegt. Das aus neuerer Zeit stammende Eingangsportal ist im unteren Bereich leicht eingezogen, der aufruhende Bogen ist als Hufeisenbogen ausgebildet.

### Inneres
Das etwa 3,20 Meter breite und 3,50 Meter lange tonnengewölbte Kirchenschiff ist unverputzt; nach Osten schließt sich – hinter einem aus 36 wohlbehauenen Steinen konstruierten und insgesamt als Hufeisenbogen ausgebildeten Chor- oder Triumphbogen – ein etwa 3,20 × 3,20 Meter messendes „Vierungsquadrat“ an. Der zum Apsisbereich überleitende zweite Chorbogen ist ebenfalls als Hufeisenbogen konstruiert – einige nehmen an, dass er sogar noch von einem westgotischen Vorgängerbau stammen könnte. Die beiden Kapitelle des östlichen Bogens sind mit einfachen – in Katalonien allerdings einmaligen – Zackenmotiven geschmückt. Die um eine Stufe erhöht liegende und beinahe quadratische Apsis war ehemals mit Fresken dekoriert; sie wird durch ein rückwärtiges Rundbogenfenster belichtet.

## Ausstattung
Zur Ausstattung der Kirche gehört ein einfaches Weihwasserbecken. Der aus zwei größeren und exakt behauenen Steinen zusammengesetzte Altar ist neueren Datums (um 1980).

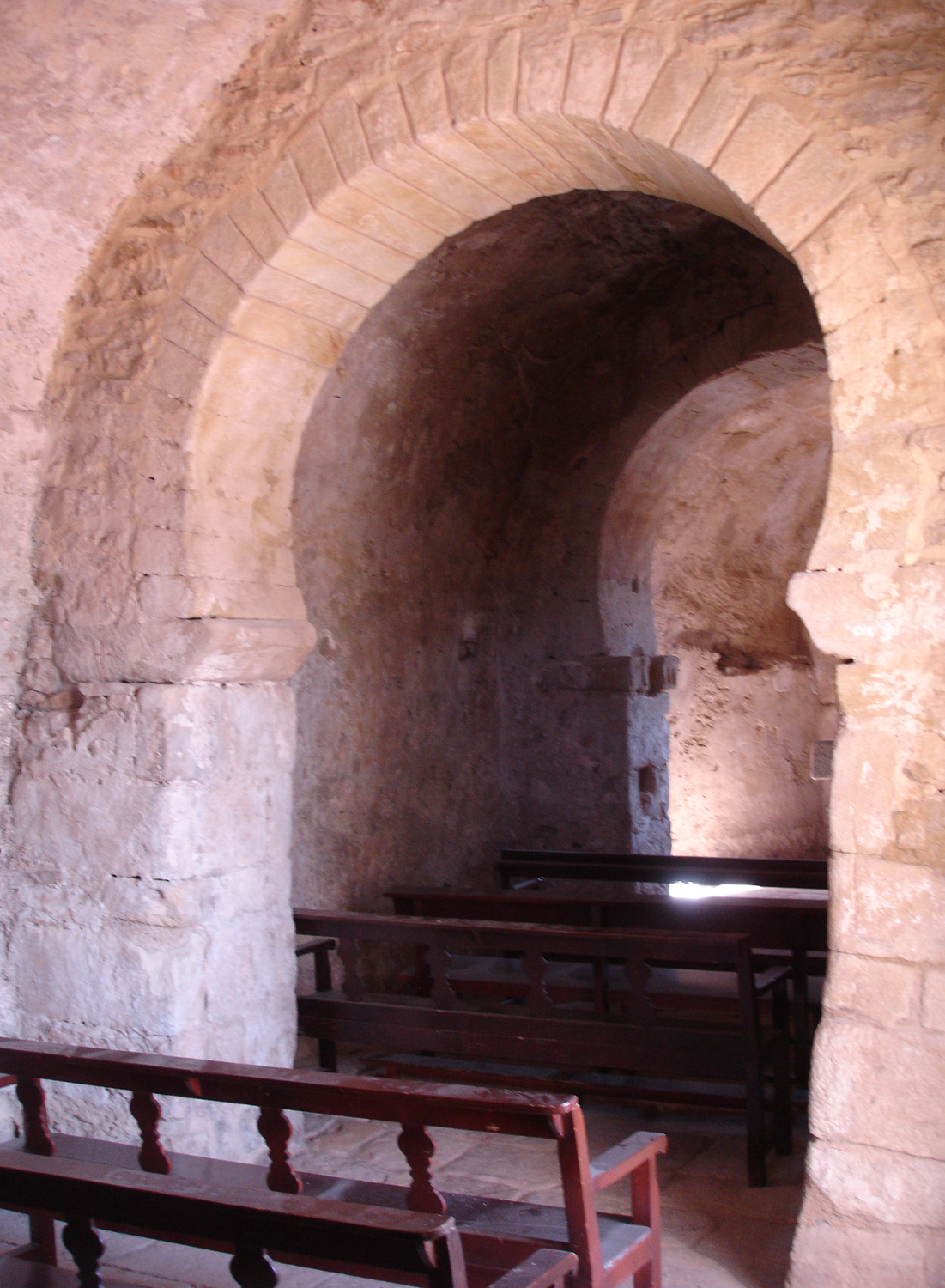
Triumphbogen
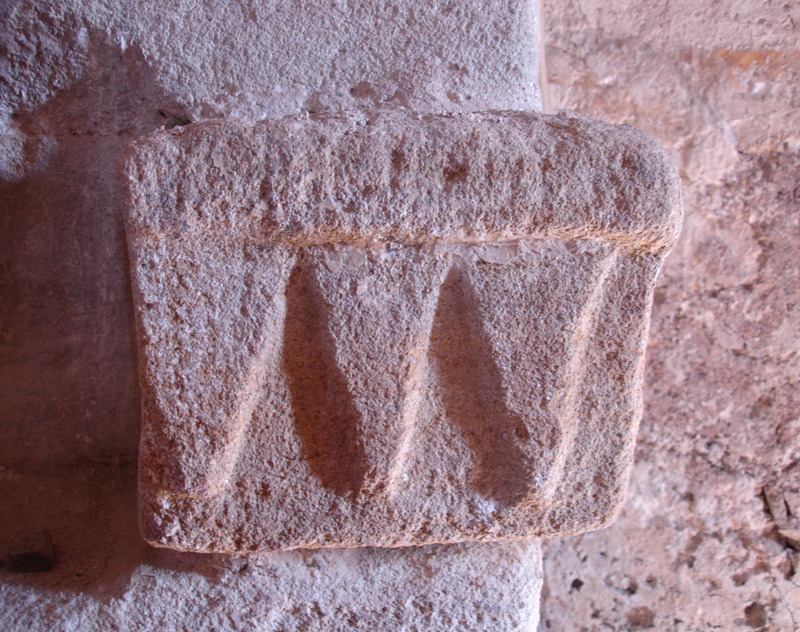
Kapitell
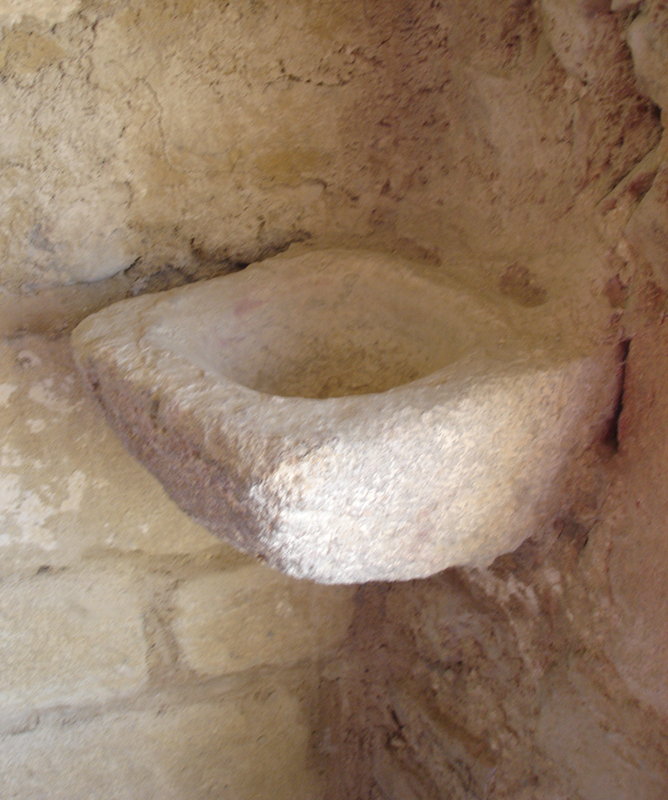
Weihwasserbecken
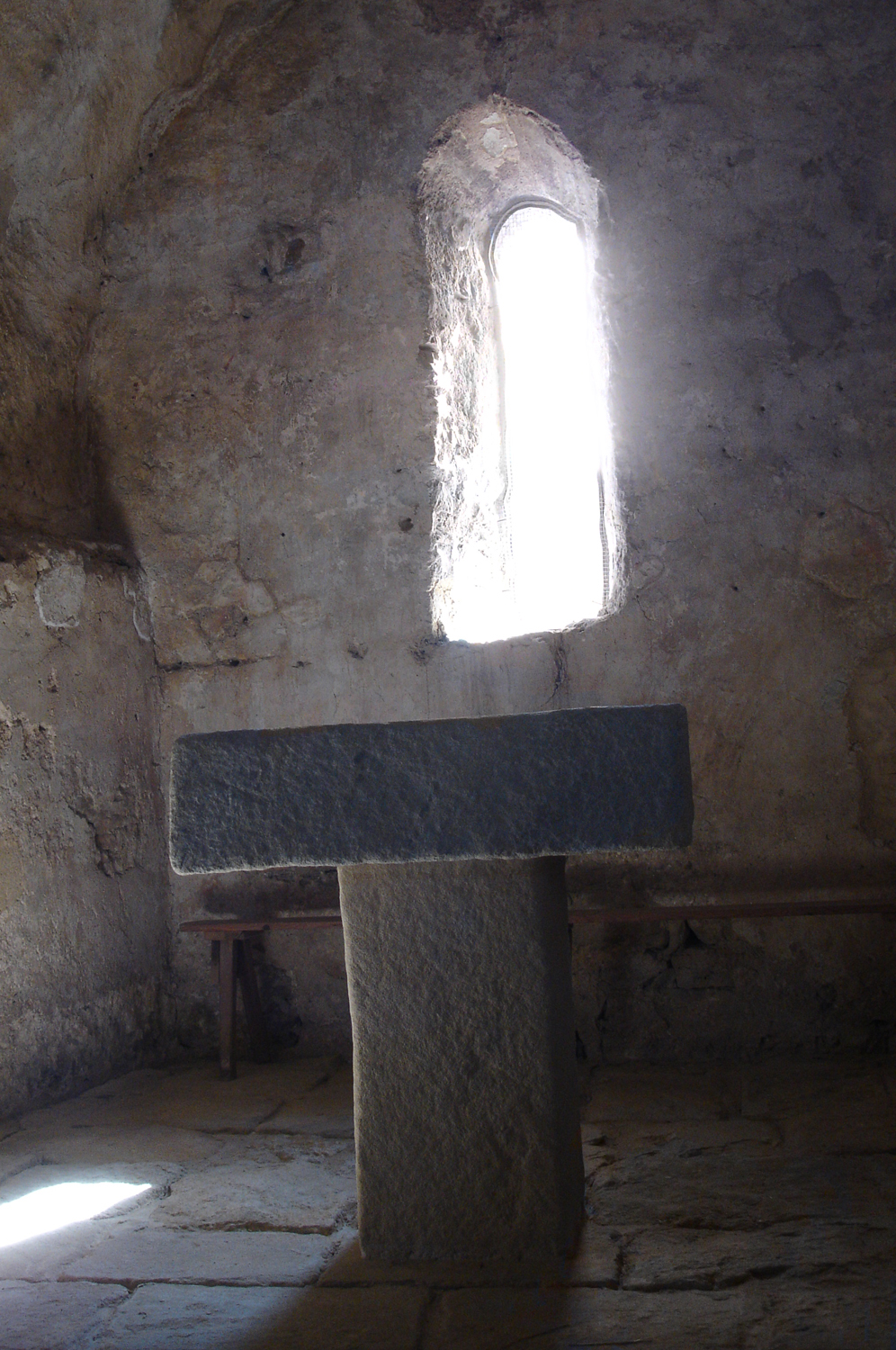
Altar